# Blackmore's Night
I Blackmore's Night sono un gruppo musicale rock anglo-statunitense fondata da Ritchie Blackmore, ex chitarrista dei Deep Purple e Rainbow. La loro musica si ispira a quella rinascimentale: non per niente, Blackmore stesso ha definito il genere del gruppo rock rinascimentale.

## Storia
Le origini della band risalgono al 1990 quando Candice Night lavorava in una stazione radio locale di New York e incontrò Ritchie Blackmore prima per lavoro, poi in uno stadio di calcio dove lui suonava con i Deep Purple. Tra i due nacque una relazione e scoprirono di essere entrambi interessati al Rinascimento.
Dopo aver lasciato i Deep Purple nel 1993 e aver registrato un album con i Rainbow chiamato Stranger in Us All nel 1995, per il quale Candice scrisse alcuni testi e cantò come corista, Ritchie si interessò all'idea di portare la musica rinascimentale al pubblico contemporaneo. Candice fu la naturale scelta come cantante del gruppo, grazie alla sua personalità frizzante e al suo talento.
Nel 1997 la coppia fu pronta a fondare la band, il cui nome è la fusione dei loro cognomi. I componenti iniziali furono Blackmore, Night e alcuni turnisti; dopo qualche anno i membri si stabilizzarono nella formazione attuale.
L'album di debutto, Shadow of the Moon è stato un successo immediato soprattutto in Europa. Negli album successivi, soprattutto Fires at Midnight, c'è stata una progressiva introduzione della chitarra elettrica, nonostante i toni si siano mantenuti sul genere folk. Nel tempo Candice partecipò sempre più spesso alla strumentazione, pur continuando a cantare, ed è ora esperta di molti strumenti rinascimentali.
Gli arrangiamenti dei brani contenuti in tutti gli album sono raffinatissimi, così come le produzioni, e Blackmore conferma anche nel ruolo di chitarrista acustico, la sua spiccata ed imprevedibile originalità supportata dalla grande capacità tecnica e dal tocco ineccepibile, difficilmente imitabile.
Il gruppo si esibisce in fiere e festival Rinascimentali, ma anche in tour individuali in teatri e castelli in Europa e Nord America. Le performance sono caratterizzate da una suggestiva ambientazione storica e dal forte coinvolgimento del pubblico: le prime file sono sempre riservate ai fan in costume.
La band ha avuto una notevole influenza, tanto da avere cinque tribute band: Renaissance Night, Wandering Minstrels, Morning Star, Medieval Gypsies e The Midnight che proprio ai Blackmore's Night si sono anche ispirati per comporre la loro musica originale.

## Discografia

### Album in studio
- 1997 – Shadow of the Moon
- 1998 – Under a Violet Moon
- 2000 – Fires at Midnight
- 2003 – Ghost of a Rose
- 2006 – The Village Lanterne
- 2007 – Winter Carols
- 2008 – Secret Voyage
- 2010 – Autumn Sky
- 2013 – Dancer and the Moon
- 2015 – All Our Yesterdays
- 2019 – Here We Come A-Caroling
- 2021 – Nature's Light

### Album dal vivo
- 2003 – Past Times with Good Company
- 2007 – Paris Moon
- 2012 – A Knight in York

### Raccolte
- 2004 – Beyond the Sunset: The Romantic Collection
- 2012 – The Beginning (documentario sul primo periodo della band)
- 2017 – To the Moon and Back - 20 Years and Beyond

### DVD
- 2013 – Dancer and the Moon (Deluxe Edition)

### DVD dal vivo
- 2005 – Castles and Dreams
- 2007 – Paris Moon
- 2012 – A Knight in York

## Membri della band

### Attuali
- Ritchie Blackmore - chitarre, mandolino, domra
- Candice Night - voce, corno, flauto
- Bard David of Larchmont - tastiere
- Earl Grey of Chimay (Mike Clemente) - basso, chitarra ritmica, mandolino
- Troubadour of Aberdeen - batteria, percussioni
- Lady Kelly De Winter (Kelly Morris) - cori, corno francese
- Scarlet Fiddler - violino, flauto

### Precedenti
- Pat Regan - tastiera
- Jeff Glixman, tastiera
- Kevin Dunne, batteria
- Jens Johansson, tastiera